# Љубањ (језеро)
Љубањ (блр. Любань; рус. Любань) ледничко је језеро у Кобринском рејону на крајњем југозападу Брестске области и Републике Белорусије. Језеро лежи у басену реке Мухавец, на око 3 км североисточно од села Дивин. 
Максимална ширина језера је 1,4 км, а дужина до 2,2 км, тако да му је просечна површина око 1,83 км². 
Језеро лежи у ниској и мочварној равници и обухвата сливно подручје површине од око 143 км². У њега се улива поток Литкава и неколико мањих канала. Јужни део језера је преко канала Казацки повезан са каналским системом Дњепар-Буг. 
На источној обали језера налази се неколико археолошких локалитета из бронзаног доба.